# 牟田部站
牟田部站（日语：／ Mutabe eki */?）是位於佐賀縣東松浦郡相知町（現時：唐津市）牟田部，日本國有鐵道（國鐵）唐津線（岸嶽支線）的鐵路車站（廢站）。

## 歷史
- 1912年（明治45年）1月17日：此貨運車站啟用[1]。
- 1913年（大正2年）9月21日：開設客運業務[1][2]。
- 1961年（昭和36年）10月1日：結束貨運業務[1]。
- 1963年（昭和38年）2月26日：結束行李起卸業務[1][3]。同日成為無人車站[4]。
- 1971年（昭和46年）8月20日：隨著岸嶽支線被廢除，此站也被廢除[1]。

## 車站構造
此站是地面車站，設有1面1線的單式月台。

## 相鄰車站
日本國有鐵道（國鐵）
唐津線（岸嶽支線） 
山本－牟田部－岸嶽

## 注腳
1. 1 2 3 4 5 6 7  石野哲 (编). . JTB. 1998: 722. ISBN 978-4-533-02980-6 （日语）.
2. ↑  『「鐵道院告示第78號」官報 1913年9月17日』 - 國立國會圖書館デジタルコレクション
3. ↑  . . 1963-02-25 （日语）.
4. ↑  . . 日本國有鐵道總裁室文書課. 1963-02-25: 4 （日语）.

## 相關項目
- 日本鐵路車站列表 Mu
- 本牟田部站 - 唐津線的車站。